# Havranec
Havranec (in ungherese Kishollód) è un comune della Slovacchia facente parte del distretto di Svidník, nella regione di Prešov.